# Timor oriental aux Jeux olympiques d'été de 2020
Le Timor oriental participe aux Jeux olympiques de 2020 à Tokyo au Japon. Il s'agit de sa 5e participation à des Jeux d'été.

## Athlètes engagés
| Sport      | Hommes | Femmes | Total |
| ---------- | ------ | ------ | ----- |
| Athlétisme | 1      | 0      | 1     |
| Natation   | 1      | 1      | 2     |
| Total      | 2      | 1      | 3     |

## Résultats

### Athlétisme
Le comité bénéficie d'une place attribuée au nom de l'universalité des Jeux. Felisberto de Deus dispute le 1 500 m.
| Athlète            | Épreuve          | 1er tour     | 1er tour | Demi-finale | Demi-finale | Finale  | Finale  |
| Athlète            | Épreuve          | Temps        | Rang     | Temps       | Rang        | Temps   | Rang    |
| ------------------ | ---------------- | ------------ | -------- | ----------- | ----------- | ------- | ------- |
| Felisberto de Deus | 1 500 m masculin | 3 min 51 s 3 | 16e      | Éliminé     | Éliminé     | Éliminé | Éliminé |

### Natation
Le comité bénéficie de deux places attribuées au nom de l'universalité des Jeux.
| Athlète              | Épreuve                  | Série   | Série | Demi-finale | Demi-finale | Finale  | Finale  |
| Athlète              | Épreuve                  | Temps   | Rang  | Temps       | Rang        | Temps   | Rang    |
| -------------------- | ------------------------ | ------- | ----- | ----------- | ----------- | ------- | ------- |
| José da Silva Viegas | 50 m nage libre masculin | 28 s 59 | 72e   | Éliminé     | Éliminé     | Éliminé | Éliminé |
| Imelda Ximenes       | 50 m nage libre féminin  | 32 s 89 | 78e   | Éliminé     | Éliminé     | Éliminé | Éliminé |